# Krystyna Schreiber
Krystyna Schreiber (Hoyerswerda, RDA, 21 de septiembre de 1976) es una periodista alemana que desde 2019 es delegada del Gobierno de Cataluña en Viena para Europa Central (Austria, Polonia, República Checa, Eslovaquia, Eslovenia y Hungría).

## Vida
Krystyna Schreiber creció en Dresde. Su padre es dentista; primero fue médico militar de la Fuerza Aérea del Ejército Popular Nacional en la RDA, después de la reunificación alemana en 1990 fundó un centro médico. Su madre era profesora de alemán. Como escolar, Schreiber pasó un año en Oregón (Estados Unidos). Después de graduarse de la escuela secundaria, estudió economía con especialización en sociología en la Universidad de Colonia. Se trasladó a la Universidad Pompeu Fabra de Barcelona, donde obtuvo un diploma de traducción para alemán, catalán y español. En 1998 y en 1999 hizo prácticas en Nueva York y trabajó como modelo. En 2002 se trasladó a Barcelona.
Desde 2012 participa en organizaciones sociales en Cataluña. Publicó entrevistas y ensayos de políticos y politólogos alemanes y catalanes sobre las perspectivas del movimiento independentista catalán. Hasta la primavera de 2019 trabajó en Barcelona en su compañía para producciones audiovisuales y de periodista para medios de habla alemana e internacionales informando sobre España con especial atención a Cataluña, entre otros, trabajó para Junge Welt y para los canales de televisión Welt y n-tv.  
El Gobierno de Cataluña la designó delegada para Austria, Hungría, la República Checa y Eslovaquia con sede en Viena en 2019. También es delegada para Eslovenia desde 2021 y para Polonia desde 2022.

## Libros
- Die Übersetzung der Unabhängigkeit. Wie die Katalanen es erklären, wie wir es verstehen. Editorial Fabian Hille, Dresde 2015, ISBN 978-3-939025-60-3.
- Què en penses, Europa? Els experts europeus parlen sobre la independència de Catalunya. Què en penses, Europa? Angle Editorial, Barcelona 2015, ISBN 978-84-16139-77-4.
- Le choix de l’indépendance en Catalogne. Presses Universitaires de Perpignan, Perpiñán 2019, ISBN 978-2-35412-341-3.

## Traducciones
- „Die Welt soll es wissen“ („Catalonia calling. What the world has to know“), Sàpiens Publicacions, Barcelona 2013, ISBN 978-84-616-6452-8.
- Joan Maria Serra Sala: Die deutschsprachigen Länder und Benelux in Barcelona: Eine Spurensuche. Cosmopolis, Barcelona 2019, ISBN 978-84-9034-894-9.

## Premios
- Premio de periodismo del Instituto de las Regiones de Europa (IRE) en Salzburgo 2016[4]